# Осак (насеље)
Осак (фр. Aussac) насеље је и општина у јужној Француској у региону Миди Пирене, у департману Тарн која припада префектури Алби.
По подацима из 2011. године у општини је живело 280 становника, а густина насељености је износила 46,2 становника/km². Општина се простире на површини од 6,06 km². Налази се на средњој надморској висини од 200 метара (максималној 233 m, а минималној 165 m).

## Демографија
| 1962. | 1968. | 1975. | 1982. | 1990. | 1999. | 2011. |
| ----- | ----- | ----- | ----- | ----- | ----- | ----- |
| 174   | 181   | 156   | 164   | 205   | 214   | 280   |

График промене броја становника у току последњих година